# Parsons Outcrop
Parsons Outcrop är en bergstopp i Antarktis. Den ligger i Östantarktis. Australien gör anspråk på området. Toppen på Parsons Outcrop är 55 meter över havet.
Terrängen runt Parsons Outcrop är platt åt sydväst, men österut är den kuperad. Havet är nära Parsons Outcrop åt nordväst. Trakten är glest befolkad. Närmaste befolkade plats är Casey Station, 1,0 kilometer väster om Parsons Outcrop. 